# Iolanda Osório
Iolanda Osório (, ) foi uma cantora brasileira, de curta carreira fonográfica no começo da década de 1930.
Gravou 18 discos pelas gravadoras Odeon, Columbia e Brunswick, interpretando canções de Henrique Vogeler, João da Gente, Lamartine Babo e Benedito Lacerda, entre outros.